# Supercopa de España de Fútbol 2007
La Supercopa de España de fútbol 2007 fue la XXIV edición del torneo, correspondiente a temporada 2007-08. Se disputó a doble partido en España los días 11 y 19 de agosto. Esta edición enfrentó a los campeones de la temporada 2006-07, el Sevilla, ganador de la Copa del Rey, contra el campeón de la Primera División, el Real Madrid. Tras el cómputo global, el equipo sevillano se convirtió en el primer equipo andaluz en lograr este título.
| Bandera de Andalucía | 6 - 3 | Bandera de la Comunidad de Madrid |
| Sevilla F. C. 1 5    | 6 - 3 | Real Madrid C. F. 0 3             |
| -------------------- | ----- | --------------------------------- |

## Partidos
| Real Madrid C. F. |  | Bandera de la Comunidad de Madrid |  | Campeón de la Primera División de España (2006-07) |
| Sevilla F. C.     |  | Bandera de Andalucía              |  | Campeón de la Copa del Rey (2006-07)               |

### Ida
| 1          | POR        | Andrés Palop       |     |
| 4          | DEF        | Daniel Alves       |     |
| 23         | DEF        | Khalid Boulahrouz  |     |
| 3          | DEF        | Ivica Dragutinović |     |
| 16         | DEF        | Antonio Puerta     |     |
| 18         | MED        | José Luis Martí    |     |
| 21         | MED        | Seydou Keita       |     |
| 5          | MED        | Duda               | 67' |
| 7          | MED        | Jesús Navas        | 75' |
| 11         | DEL        | Renato             | 57' |
| 10         | DEL        | Luís Fabiano       |     |
| Entrenador | Entrenador | Juande Ramos       |     |

| 1          | POR        | Iker Casillas    |     |
| 4          | DEF        | Sergio Ramos     |     |
| 3          | DEF        | Pepe             |     |
| 5          | DEF        | Fabio Cannavaro  |     |
| 22         | DEF        | Miguel Torres    |     |
| 6          | MED        | Mahamadou Diarra |     |
| 16         | MED        | Fernando Gago    | 46' |
| 28         | MED        | Javier Balboa    | 62' |
| 14         | MED        | José María Guti  |     |
| 10         | MED        | Robinho          |     |
| 7          | DEL        | Raúl González    |     |
| Entrenador | Entrenador | Bernd Schuster   |     |

| 20 | MED | Tom De Mul   | 57' |
| 17 | MED | Diego Capel  | 67' |
| 25 | MED | Enzo Maresca | 75' |

| 19 | DEL | Júlio Baptista | 46' |
| 24 | DEL | Javier Saviola | 62' |

| Penal | 27' | Luis Fabiano | 1-0 |

|  |

|  |

|  |

| Árbitro:             | Alfonso Pérez Burrull      |
| Árbitros asistentes: | Victoriano Díaz Casado     |
| Árbitros asistentes: | Manuel Ángel Torre Cimiano |
| Cuarto árbitro       | Javier Moratilla Dionisio  |

| 1          | POR        | Andrés Palop       |     |
| 4          | DEF        | Daniel Alves       |     |
| 23         | DEF        | Khalid Boulahrouz  |     |
| 3          | DEF        | Ivica Dragutinović |     |
| 16         | DEF        | Antonio Puerta     |     |
| 18         | MED        | José Luis Martí    |     |
| 21         | MED        | Seydou Keita       |     |
| 5          | MED        | Duda               | 67' |
| 7          | MED        | Jesús Navas        | 75' |
| 11         | DEL        | Renato             | 57' |
| 10         | DEL        | Luís Fabiano       |     |
| Entrenador | Entrenador | Juande Ramos       |     |

| 1          | POR        | Iker Casillas    |     |
| 4          | DEF        | Sergio Ramos     |     |
| 3          | DEF        | Pepe             |     |
| 5          | DEF        | Fabio Cannavaro  |     |
| 22         | DEF        | Miguel Torres    |     |
| 6          | MED        | Mahamadou Diarra |     |
| 16         | MED        | Fernando Gago    | 46' |
| 28         | MED        | Javier Balboa    | 62' |
| 14         | MED        | José María Guti  |     |
| 10         | MED        | Robinho          |     |
| 7          | DEL        | Raúl González    |     |
| Entrenador | Entrenador | Bernd Schuster   |     |

| 20 | MED | Tom De Mul   | 57' |
| 17 | MED | Diego Capel  | 67' |
| 25 | MED | Enzo Maresca | 75' |

| 19 | DEL | Júlio Baptista | 46' |
| 24 | DEL | Javier Saviola | 62' |

| Penal | 27' | Luis Fabiano | 1-0 |

|  |

|  |

|  |

| Árbitro:             | Alfonso Pérez Burrull      |
| Árbitros asistentes: | Victoriano Díaz Casado     |
| Árbitros asistentes: | Manuel Ángel Torre Cimiano |
| Cuarto árbitro       | Javier Moratilla Dionisio  |

### Vuelta
| 1          | POR        | Iker Casillas       |     |
| 4          | DEF        | Sergio Ramos        |     |
| 3          | DEF        | Pepe                |     |
| 5          | DEF        | Fabio Cannavaro     |     |
| 22         | DEF        | Miguel Torres       | 46' |
| 6          | MED        | Mahamadou Diarra    |     |
| 15         | MED        | Royston Drenthe     |     |
| 23         | MED        | Wesley Sneijder     | 82' |
| 10         | MED        | Robinho             |     |
| 17         | DEL        | Ruud van Nistelrooy |     |
| 7          | DEL        | Raúl González       | 64' |
| Entrenador | Entrenador | Bernd Schuster      |     |

| 1          | POR        | Andrés Palop       |     |
| 4          | DEF        | Daniel Alves       |     |
| 15         | DEF        | Aquivaldo Mosquera | 46' |
| 3          | DEF        | Ivica Dragutinović |     |
| 28         | DEF        | Federico Fazio     |     |
| 18         | MED        | José Luis Martí    |     |
| 8          | MED        | Christian Poulsen  |     |
| 5          | MED        | Duda               | 71' |
| 7          | MED        | Jesús Navas        |     |
| 11         | DEL        | Renato             | 79' |
| 12         | DEL        | Frédéric Kanouté   |     |
| Entrenador | Entrenador | Juande Ramos       |     |

| 14 | MED | José María Guti | 46' |
| 18 | DEL | Javier Saviola  | 64' |
| 19 | DEL | Julio Baptista  | 82' |

| 21 | DEF | Seydou Keita        | 46' |
| 9  | DEL | Aleksandr Kerzhakov | 71' |
| 25 | DEL | Enzo Maresca        | 79' |

|  | 23' | Royston Drenthe | 1-1 |
|  | 44' | Fabio Cannavaro | 2-3 |
|  | 78' | Sergio Ramos    | 3-3 |

|       | 16' | Renato           | 0-1 |  |
|       | 28' | Renato           | 1-2 |  |
| Penal | 37' | Frédéric Kanouté | 1-3 |  |
|       | 80' | Frédéric Kanouté | 3-4 |  |
|       | 89' | Frédéric Kanouté | 3-5 |  |

| Amonestado | 37' | Pepe            |
| Amonestado | 58' | José María Guti |
| Amonestado | 75' | Sergio Ramos    |

| Amonestado | 31' | Daniel Alves |
| Amonestado | 70' | Duda         |
| Amonestado | 78' | Renato       |
| Amonestado | 86' | Enzo Maresca |

| Otorgado · Otorgado otra vez · Expulsado | 88' | Pepe |

|  |

| Árbitro              | Alberto Undiano Mallenco  |
| Árbitros asistentes: | Fermín Martínez Ibáñez    |
| Árbitros asistentes: | Ramón Hernández Hernández |
| Cuarto árbitro       | Julio Fermín Leo Ollo     |

| 1          | POR        | Iker Casillas       |     |
| 4          | DEF        | Sergio Ramos        |     |
| 3          | DEF        | Pepe                |     |
| 5          | DEF        | Fabio Cannavaro     |     |
| 22         | DEF        | Miguel Torres       | 46' |
| 6          | MED        | Mahamadou Diarra    |     |
| 15         | MED        | Royston Drenthe     |     |
| 23         | MED        | Wesley Sneijder     | 82' |
| 10         | MED        | Robinho             |     |
| 17         | DEL        | Ruud van Nistelrooy |     |
| 7          | DEL        | Raúl González       | 64' |
| Entrenador | Entrenador | Bernd Schuster      |     |

| 1          | POR        | Andrés Palop       |     |
| 4          | DEF        | Daniel Alves       |     |
| 15         | DEF        | Aquivaldo Mosquera | 46' |
| 3          | DEF        | Ivica Dragutinović |     |
| 28         | DEF        | Federico Fazio     |     |
| 18         | MED        | José Luis Martí    |     |
| 8          | MED        | Christian Poulsen  |     |
| 5          | MED        | Duda               | 71' |
| 7          | MED        | Jesús Navas        |     |
| 11         | DEL        | Renato             | 79' |
| 12         | DEL        | Frédéric Kanouté   |     |
| Entrenador | Entrenador | Juande Ramos       |     |

| 14 | MED | José María Guti | 46' |
| 18 | DEL | Javier Saviola  | 64' |
| 19 | DEL | Julio Baptista  | 82' |

| 21 | DEF | Seydou Keita        | 46' |
| 9  | DEL | Aleksandr Kerzhakov | 71' |
| 25 | DEL | Enzo Maresca        | 79' |

|  | 23' | Royston Drenthe | 1-1 |
|  | 44' | Fabio Cannavaro | 2-3 |
|  | 78' | Sergio Ramos    | 3-3 |

|       | 16' | Renato           | 0-1 |  |
|       | 28' | Renato           | 1-2 |  |
| Penal | 37' | Frédéric Kanouté | 1-3 |  |
|       | 80' | Frédéric Kanouté | 3-4 |  |
|       | 89' | Frédéric Kanouté | 3-5 |  |

| Amonestado | 37' | Pepe            |
| Amonestado | 58' | José María Guti |
| Amonestado | 75' | Sergio Ramos    |

| Amonestado | 31' | Daniel Alves |
| Amonestado | 70' | Duda         |
| Amonestado | 78' | Renato       |
| Amonestado | 86' | Enzo Maresca |

| Otorgado · Otorgado otra vez · Expulsado | 88' | Pepe |

|  |

| Árbitro              | Alberto Undiano Mallenco  |
| Árbitros asistentes: | Fermín Martínez Ibáñez    |
| Árbitros asistentes: | Ramón Hernández Hernández |
| Cuarto árbitro       | Julio Fermín Leo Ollo     |

| Campeón Supercopa de España 2007 |
| -------------------------------- |
| Sevilla F. C. 1° Título          |

| Predecesor: Supercopa de España 2006 | Supercopa de España 2007 | Sucesor: Supercopa de España 2008 |